# Cs. Szabó István
Cs. Szabó István (Budapest, 1942. február 21. – Budapest, 2020. november 25.) magyar színész, író, költő, rendező, főiskolai tanár, a Budai Bábszínház művészeti vezetője.

## Pályafutása
1947–1948-ban gyerekszínészként szerepelt a Művész Színházban. 1966-tól az Állami Bábszínház tagja volt. 1974-től az Állami Déryné Színházhoz szerződött. 1977-től a Bartók Színház, Budapesti Gyermekszínház, Arany János Színház művésze volt. Alapítója és 1992-ig művészeti vezetője volt a szombathelyi Fabula Bábegyüttesnek. 1993-tól a Budai Bábszínház művészeti vezetője volt. 1997-től főiskolai tanárként is dolgozott. 
1966-ban végezte el a bábszínészképző tanfolyamot, majd ezután bábszínészként vált ismertté. Főbb művei előadások, mesekönyvek, rádióműsorok, tévéműsorok és filmek. Meséin és bábelőadásain nemzedékek nőttek fel.
Társszerzője és főszereplője volt a Varázsműhely című televíziós sorozatnak. Az Állami Bábszínház, később a Budapesti Gyermekszínház, majd az Arany János Színház színészeként dolgozott és feleségével 50 évig az országjáró, kétszemélyes Budai Bábszínház művésze volt.
Ismertebb mesekönyvei, melyekből rádiójáték és árnyjáték is készült: Loq-sziget tündére, Soma. Ismertebb bábelőadásai: Kalap kaland, Bubu kalandjai, Sün Soma, A telhetetlen nyúl; melyekből televíziós esti mesék is készültek. Mindezek mellett további számos bábfilm és bábdarab készítésében vett részt.
A 2000-es években előadóművészként is fellépett Árpád-házi Szent Erzsébet- és Wass Albert-estjeivel.

## Művei
- Loq sziget tündére (elbeszélő költemény)
- Varázsműhely
- Erdei történetek (12 zenés bábjáték)
- Az istenek kovács (egyfelvonásos)
- Emese álma (báb-mítoszjáték)
- Bordalok

## Színházi szerepeiből
- William Shakespeare: Rómeó és Júlia... Capulet
- Kisfaludy Károly Kérők... Ferenc
- Sławomir Mrożek: Károly... Károly
- Jonathan Swift – Jékely Zoltán: Gulliver az óriások földjén... Gulliver
- L. Frank Baum: Óz a nagy varázsló... Oroszlán
- Lewis Carroll: Aliz Csodaországban... róka,  kalapos
- J. Beszjadovszkaja – Tomsits Rudolf – Brand István: A négy és fél rabló... Ibrahim
- Jókai Mór – Korcsmáros György – Tolcsvay László: A kőszívű ember fiai... Pál úr
- Weöres Sándor: Holdbéli csónakos... játékmester
- Csukás István: Ágacska... festő
- Babay József: Három szegény szabólegény... Pamut József
- Cs. Szabó István – Kovács Klára – Pethő Zsolt: Erdei történetek... Világjáró Viktor

## Rendezéseiből
- Hagymácska kalandjai
- Tóth Eszter: Csizmás kandúr
- Petőfi Sándor: János vitéz
- Tömöry Márta: Macska mester, avagy a Csizmás kandúr
- Szürke Bagoly – Cs. Szabó István – Linka Ágnes: Két kicsi hód
- Camille Saint-Saëns: Az állatok farsangja (zenés mímjáték)
- Kodály Zoltán – Szilágyi Dezső – Paulini Béla – Harsányi Zsolt: Háry János
- Cs. Szabó István: Emese álma
- Cs. Szabó István – Kovács Klára – Pethő Zsolt: Erdei történetek
- Cs. Szabó István – Kovács Klára – Pethő Zsolt: Nagyszájú kismókus története
- Cs. Szabó István – Kovács Klára – Pethő Zsolt: A bátor sün
- Cs. Szabó István – Kovács Klára – Pethő Zsolt: Farsang
- Cs. Szabó István – Kovács Klára – Pethő Zsolt: Kalap kaland

## Film, tv
- Napló gyermekeimnek
- Hosszú menetelés (amerikai film)
- Blankenberg (magyar–német koprodukció)
- Titiri
- Varázsműhely (sorozat, szerző és társrendező)
- A bátor sün
- Próbatétel
- A csodálatos jávorfák (1981)
- A telhetetlen nyúl (1993)
- Titok (1993)